# 佩尼斯通和斯托克斯布里奇 (英國國會選區)
佩尼斯通和斯托克斯布里奇（英語：Penistone and Stocksbridge），英國國會一郡選區，包括英格蘭約克郡-亨伯南約克郡西北部，包括班士利西部和錫菲爾德北部，共六個地方選區。
始於2010年。在2010年大選中自2005年起任當區議員、工黨的安琪拉·史密斯以37.8%選票勝出該區連任。